# سلطان الغافری
سلطان الغافری (عربی: سلطان الغافري؛ زادهٔ ۱۸ سپتامبر ۱۹۸۶) بازیکن فوتبال اهل امارات متحده عربی است.
از باشگاه‌هایی که در آن بازی کرده‌است می‌توان به تیم ملی فوتبال امارات متحده عربی اشاره کرد.